# Be Careful with My Heart
Be Careful with My Heart est une série télévisée philippine diffusée entre le 9 juillet 2012 et le 28 novembre 2014 sur l'ABS-CBN,.

## Distribution

### Acteurs principaux
- Jodi Sta. Maria : Maya dela Rosa Lim
- Richard Yap : Richard "Ser Chief" Lim
- Mutya Orquia : Abigail Ruth "Abby" Lim
- Janella Salvador : Nikki "Nik-Nik" Grace Lim
- Jerome Ponce : Luke Andrew Lim
- Elisha Delos Santos : Sunshine Lim
- Jeio Aquines : Sky Lim

### Acteurs secondaires
- Aiza Seguerra : Cristina Rose "Kute" dela Rosa
- Sylvia Sanchez : Teresita dela Paz-dela Rosa
- Lito Pimentel : Arturo dela Rosa
- Gloria Sevilla : Felicidad "Manang Fe" Marcelo-Alejo
- JM Ibañez : Pocholo "Cho" Macavinta
- Marlo Mortel : Nicolo Angelo "Mallows" Cortez
- Divina Valencia : Conchita "Mamang" dela Paz
- Rosario "Tart" Carlos : Dorina "Doris" Malasig
- Viveika Ravanes : Isabel "Sabel" Fortuna-Lumaque
- Joan Marie Bugcat : Yaya Lea
- Karen Aiza Alimagno : Magda Dominguez
- Micah Muñoz : Jose Mari "Joma" Adriano
- Nathan Lopez : Emmanuel "Emman" Castro
- Paul Jake Castillo : Simon Gabriel Corpuz
- Vandolph Quizon : Ramon Lino "Marcelino"
- Kelly Gwayne dela Cruz : Aira Denise Mendoza
- Shy Carlos : Maria Rosario Jonina "Joni" Quijano
- Claire Ruiz : Josephine "Joey" Acosta
- Mai-Mai Adriano : Megan
- Abigail Francisco Macapagal : Stacy Gutierrez
- Arvic Tan : Louie
- Marc Carlos de Leon : Iñigo Cabanatan
- Jeremiah "Bagito" Roxas : Ron-Ron
- AJ Muhlach : Amiel Sebastian